# Jagdhausbach (Krebsbach)
Der Jagdhausbach im Unterharz ist ein rechter Nebenfluss des Krebsbachs und hat die Flussordnungszahl 6. Er durchfließt etwa ostwärts das Jagdhaustal, in dem der seltene Sperlingskauz nachgewiesen wurde.

## Verlauf
Der Jagdhausbach entspringt am Saugarten am Fuß des Mühlbergs. In diesem Bereich entspringen auch der Brettenbergsbach, der Krebsbach und kleine Zuflüsse des Friedenstalbachs. Ausläufer des Mühlbergs und der Großen Brettenberge bilden die Wasserscheiden. Nach 900 Metern Lauf unterquert der Bach den Victorshöher Fußweg, Teil eines das Gebiet zwischen Selketal und Gernrode überspannenden Netzes aus Forststraßen und Fußwegen. Weitere 300 Meter danach hat der Jagdhausbach einen wahrscheinlich namenlosen Zufluss. Dieser entspringt auf etwa 387 m ü. NHN und mündet nach nur 70 Metern Bachlauf auf etwa 382 m Höhe rechtsseitig ein. Im weiteren Verlauf unterquert der Jagdhausbach auf 364,9 m Höhe den von einer den Friedenstalbach begleitenden Straße her kommenden Tränkerweg, der weiter nördlich den Brettenbergsbach überquert und in den als Langerbergsweg bezeichneten Waldweg mündet. Dieser überquert auch den Krebsbach, vereinigt sich mit weiteren Waldwegen, wird wieder zur Straße und führt am Bremer Teich vorbei weiter nach Gernrode.
Leicht mäandrierend fließt der Bach zuflusslos weiter durch den Wald, inzwischen beidseitig von einem Waldweg begleitet, zu einer unbefestigten Straße, die vom Selketalbahn-Haltepunkt Drahtzug kommend zum Krebsbachteich führt. Auf 310 m Höhe unterquert er diese Straße und mündet dann weniger als 20 Meter weiter bachabwärts von rechts auf fast derselben Höhe in den Krebsbach. Der Bach läuft vollständig durch ein ausgedehntes Wald- und Forstgebiet auf der Gemarkung Alexisbad.

## Zufluss
Der Jagdhausbach hat nur einen Zufluss, einen offenbar namenlosen Bach, der in den Großen Brettenbergen auf rund 430 m ü. NN entspringt und etwa bei Fließkilometer 1,2 auf etwa 400 m ü. NN von rechts mündet. Er ist etwa 365 Meter lang.